# Brachyopa bicolor
Brachyopa bicolor је инсект из реда двокрилаца - Diptera који припада породици осоликих мува - Syrphidae. 

## Распрострањеност
Ово је палеарткичка врста, али ретка у Европи. У Србији постоји неколико података о присуству.

## Опис
B. bicolor је величине од 6-9 мм. Постоји слична врста Brachyopa insensilis. Ларве се развијају у биљним соковима Aesculus, Fagus and Quercus. Ово је типична пролећна врста која је активна од марта до јуна месеца.

## Синоними
Rhingia bicolor Fallén, 1817